# تاریخ ایالات متحده (۲۰۰۸-تا امروز)
تاریخ ایالات متحده (انگلیسی: History of the United States) در محدودهٔ سال ۲۰۰۸ تا امروز، با موضوع حباب مسکن در ایالات متحده آغاز می‌گردد که منجر به رکود اقتصادی در اواخر سال ۲۰۰۰ گردید. در سال ۲۰۰۸، باراک اوباما، نخستین رئیس‌جمهور دموکرات آمریکایی آفریقایی‌تبار ایالات متحده، در انتخابات پیروز گردید. در همان زمان، دولت وام‌های بزرگ و بسته‌های محرک اقتصادی را برای سر و سامان دادن و بهبود اقتصاد به اجرا گذاشت. ابتکارات داخلی اوباما از جمله لایحه حفاظت از بیمار و مراقبت مقرون‌به‌صرفه که با اصلاحات بزرگی در نظام مراقبت‌های بهداشتی آمریکا همراه بود، ایجادگر برنامهٔ بیمه درمانی ملی بود. اوباما همچنین نیروهای رزمی و مسلح را از عراق خارج نمود و تلاش ایالات متحده را معطوف به جنگ با تروریسم در افغانستان نمود که نتیجهٔ آن افزایش نیروهای نظامی در سال ۲۰۰۹ بود. به دنبال ادامه نارضایتی عمومی از وضعیت اقتصادی، بیکاری و هزینه‌های فدرال در سال ۲۰۱۰، جمهوری‌خواهان کنترل مجلس نمایندگان را به دست گرفتند و اکثریت دموکرات‌ها را در مجلس سنا با کاهش کُرسی مواجه نمودند.

## درگیری‌ها

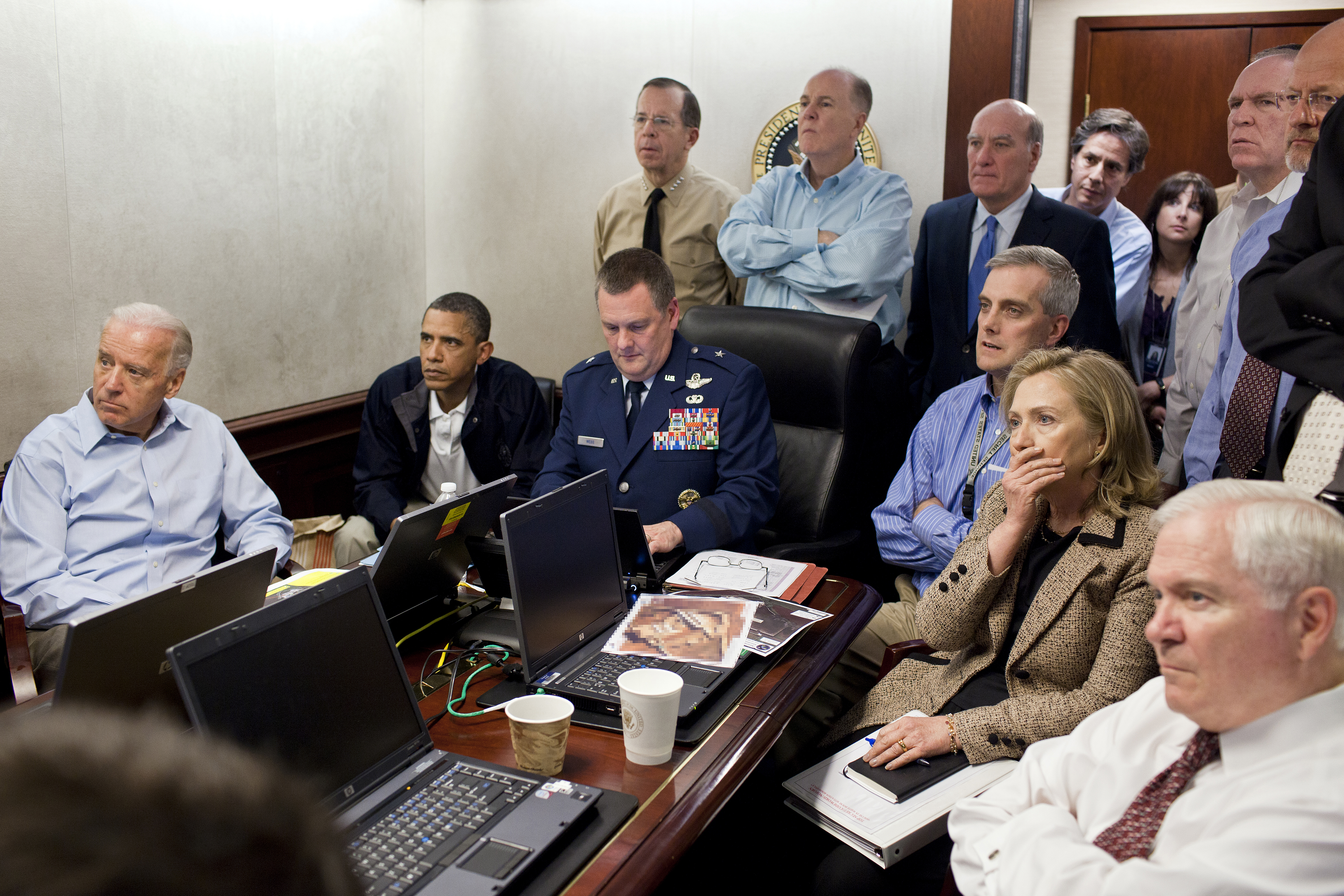
بررسی تاریخ ایالات متحده (۲۰۰۸-تا امروز) هیلاری کلینتون و همراهان

### نبرد در افغانستان
در تاریخ سپتامبر ۲۰۰۸ میلادی، رئیس‌جمهور، جورج بوش اعلام نمود که ۴۵۰۰ سرباز آمریکایی را از عراق به منطقهٔ درگیری افغانستان اعزام خواهد نمود. این موضوع با روی کار آمدن رئیس‌جمهور باراک اوباما هم پیگیری گردید و در فوریه ۲۰۰۹، وی اعلام نمود که ایالات متحده ۱۷۰۰۰ نیروی ذخیره را به افغانستان اعزام خواهد نمود.

## نگارخانه

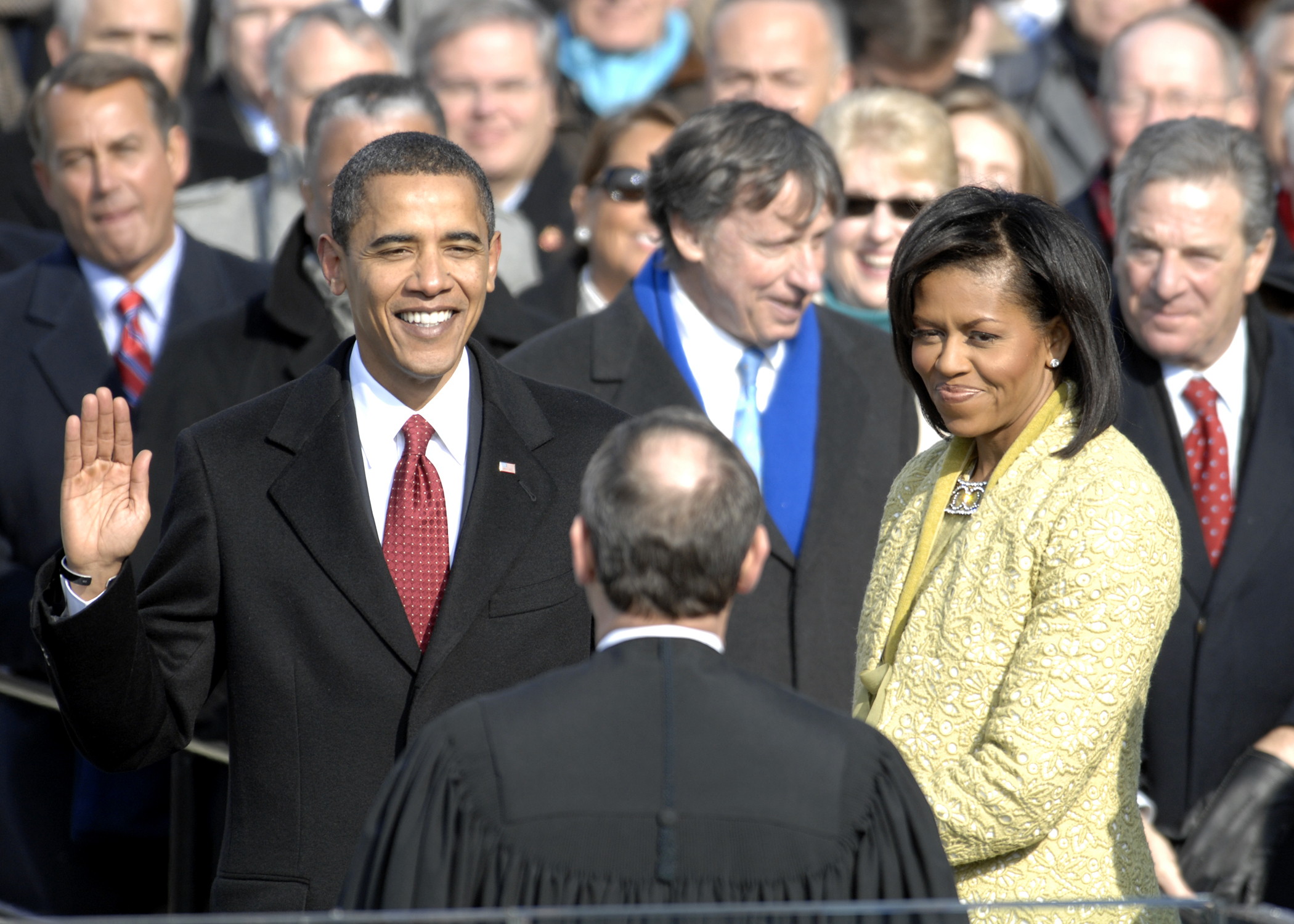
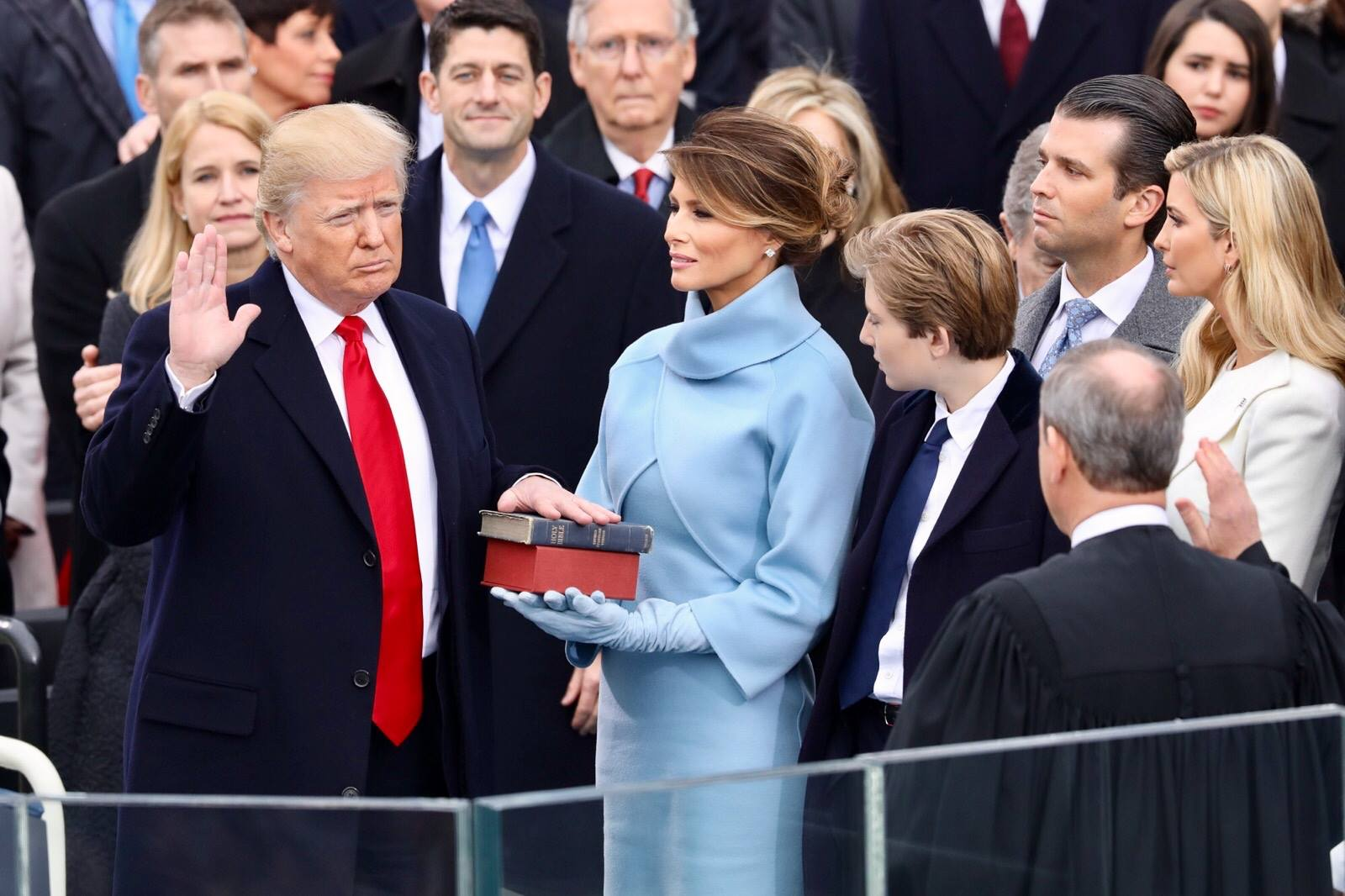